# Edmondsley
Edmondsley – wieś w Anglii, w hrabstwie Durham. Leży 8 km na północny zachód od miasta Durham i 383 km na północ od Londynu.